# Pteroglossus torquatus
Araçari-de-colar  (Pteroglossus torquatus) é uma espécie de ave da família dos Ramphastidae.